# Акулинино (Московская область)
Акулинино — деревня в Московской области, расположенная в границах городского округа Домодедово.

## География
Расположена на берегу реки Злодейка.

## История
Впервые упоминается в писцовых книгах Боровского уезда Ростуновского стана 1627—1628 годов как деревня:

деревня, что была пустошь Окулинина, на речке Опоке, за Семеном Семеновым сыном Паниным, по государеве грамоте 1625 году, за подписью дьяка Третьяка Корсакова, старинная отца его Семенова купленная вотчина, что отец его купил у Ивана Ступишина, в деревне был двор вотчинников, двор прикащиков и 2 двора деловых людей

В 1646 году упоминается как сельцо:

Окулинино — сельцо, в котором находились один двор крестьянский и 2 двора бобыльских с 9 челов

В 1678 году вновь упоминается как сельцо:

сельцо с 10 дворами крестьян и бобылей с одним двором задворного человека принадлежало Семену Тимофеевичу Кондыреву, а от него перешло к его сыну, Ефиму, при котором в сельце Окулинине в 1687 г. построена церковь во имя Михаила Архангела, от чего сельцо и стало называться селом

В окладной приходной книге Патриаршего казенного приказа под Боровскую десятиною за 1687 год записано:

июля в 27 день по помете на выписке казначея Андрея Денисовича Владыкина, велено новопостроенныя церкови Архангела Михаила, которую построил стольник Еуфим Семенов Кондырев в Боровском уезде, в Растуновском стану, в вотчине своей деревни Окулинине, на попа с причетники положить дани с дворов: с попова, дьячкова, пономарева, Просвирницына, да с приходских с 1 вотчинникова, с 18 крестьянских средних, с 5 дворов деловых людей, с 3 дворов конюховых да с церковныя земли, что к той церкви дал вотчинник из вотчинной своей земли по памяти из Поместного приказу, за приписью дьяка Ивана Векентьева, нынешнего 195 г. (1687 г.) апреля в 7 день, с пашни с 10 чети в поле, а в дву потому ж, сенных покосов с 50 копен, по указной статье, 1 р. 5 ден., заезда гривна и по тому окладу данныя деньга велено имать со 196 г.

В 1705 году в переписных книгах Боровского уезда отмечено:

За стольниками за князьями Михаилом и Василием Матвеевыми детьми Оболенскими село Окулинино, в селе церковь Михаила Архангела, у церкви во дворе поп Иван Константинов с детьми Петром и Иваном, да в селе ж 15 дворов крестьянских, в них 69 челов

Известно, что священником в церкви в 1739 году был некий Яков Иванов. До 1740 году к приходу церкви Михаила Архангела села Окулинино относилось также находящиеся в 2 верстах сельцо Алексеевское, Абакумове Ефремово тож.
В 1852 году в Акулинине было 18 дворов и 177 жителей.
В XIX веке село Акулинино в документах значилось как «Окулинино Подольского уезда» (1892 г), с начала XX века село писалось как Акулинино.
В 1995 году в Акулинине насчитывалось 8 домов.

## Достопримечательности
В Акулинино располагается дача президента РЖД Владимира Ивановича Якунина стоимостью 75 миллионов долларов. Дача занимает площадь 7 гектаров, в ней имеется 50-метровый бассейн, сауна 1400 квадратных метров, шубохранилище и молитвенная комната с особым микроклиматом для дорогих икон и книг..
По информации газеты «Ведомости», в Акулинино также живут Сергей Ястржембский, спарринг-партнёр Владимира Путина по дзюдо Аркадий Ротенберг, Сергей Чемезов, Николай Токарев и другие приближённые Путину бизнесмены и высокопоставленные лица.
3 августа 2014 года при попытке осмотреть достопримечательности Акулинино активистами Фонда Борьбы с Коррупцией они были избиты неустановленными лицами при поддержке полиции, которая не вмешивалась в происходящее, и в дальнейшем, когда мирные граждане обратились в бегство, силами полиции были перекрыты дороги, чтобы «никто не ушёл» и «все были наказаны». При этом задолго до того, как активисты попали к Акулинино, сотрудники полиции всячески этому препятствовали: сначала задержали автобус, после чего с железнодорожной станции большая часть активистов была доставлена в отделение полиции за «незаконное скопление людей».